# Apeadero de Freineda
El Apeadero de Freineda es una plataforma ferroviaria de la Línea de la Beira Alta, que sirve a la localidad de Freineda, en el Distrito de Guarda, en Portugal.

## Historia
El tramo de la Línea de la Beira Alta entre Pampilhosa y Vilar Formoso, donde este apeadero se sitúa, entró en servicio, de forma provisional, el 1 de julio de 1882; la línea fue totalmente inaugurada, entre Figueira da Foz y la frontera con España, el 3 de agosto del mismo año, por la Compañía de los Caminhos de Ferro Portugueses de la Beira Alta.
En 1913, esta plataforma poseía la categoría de estación.
En 1933, la Compañía de la Beira Alta prolongó la línea del muelle, y modificó el muelle correspondiente; al año siguiente, realizó grandes obras de reparación en el edificio y en los baños.